# Cabinteely Football Club
Cabinteely F.C. é uma equipe irlandesa de futebol com sede em Cabinteely. Disputa a segunda divisão da Irlanda (League of Ireland First Division).
Seus jogos são mandados no Stradbrook Road, que possui capacidade para 1.620 espectadores.

## História
O Cabinteely F.C. foi fundado em 1967.